# Taeniaptera inornata
Taeniaptera inornata är en tvåvingeart som beskrevs av Willi Hennig 1934. Taeniaptera inornata ingår i släktet Taeniaptera och familjen skridflugor. Inga underarter finns listade i Catalogue of Life.